# Jean Philippe Piter
Jean Philippe Piter (nacido en 1968) es un fotógrafo francés. Es conocido por sus fotografías de desnudos, retratos de personalidades reconocidas y fotografía artística. Temas de famosos han incluido Nicole Kidman, Laeticia Hallyday, Gérard Depardieu, Giorgio Armani, Jeff Goldblum, Mikhail Baryshnikov y muchos más.

## Reseña biográfica

### Biografía
Jean Philippe Piter nació el 4 de abril de 1968 en Dakar, Senegal. A la edad de 16, Jean-Philippe partió de Senegal y se trasladó a Francia para estudiar fotografía. Después de completar sus estudios, Jean-Philippe sirvió como asistente de algunos de los grandes nombres de la industria de la fotografía como Michel Comte, Dominique Issermann, Jacques Dirand e Yann Arthus-Bertrand.
Poco después de terminar sus estudios, Piter fue contratado por establecidas revistas de moda y decoración como AD, Citizen K, Gala Magazine Vanity Fair, W, PHOTO, Numéro, Vogue UK y The World of Interior. Ha fotografiado campañas publicitarias para empresas como Audemars Piguet, Skin Lingerie, Thomson, France Telecom y Google.
En 1997 Jean-Philippe se trasladó a la isla caribeña de San Bartolomé, las Antillas francesas. En esta isla publicó una revista de la que es fundador, director creativo y fotógrafo principal, "Pure". En ella él exhibe su trabajo cada año y el nombre de la revista resume su actitud personal sobre su publicación.
Jean-Philippe es el fotógrafo de los libros de decorador de interiores francés Christian Liaigre "Liaigre" y "Living next to Delphi" publicados por Assouline (Veta Stefanidou Tsoukala).
En 2012, el fotógrafo publicó su primer libro fotográfico llamado "The Eye of St. Barth". La presentación de dicho libro se llevó a cabo junto con la exhibición de su Fotografía artística en una galería de arte de St. Barth, Clic Gallery; Hoy en día, Jean Philippe Piter continúa exhibiendo su trabajo allí.

## Obra

### Fotos
Su obra se destaca principalmente por los desnudos, muchas veces en blanco y negro. Jean Philippe Piter trabaja generalmente bajo la improvisación en el momento de la sesión de fotos íntima con la modelo. Inspirado a partir de la búsqueda del momento correcto, en el lugar correcto y componer así su trabajo con el estado de ánimo y las habilidades de la modelo a la que fotografía. 

“ Lo que busco en las modelos que fotografío es una buena mirada, ingenio, positividad, una buena actitud y por supuesto exhibicionismo.
Creo que la tensión sexual en una sesión de fotos desnuda es algo bueno y conduce a un buen trabajo. Siempre fotografío desnudos sin asistentes ni compañía. Sólo estamos la modelo y yo para así generar más intimidad y conexión. A menudo, encuentro que la modelo se excita. Todos los fotógrafos somos "voyeurs". Siempre he sido un voyeur. Fotografiar desnudos es alabar a mis fantasías.

Jean Philippe Piter es principalmente reconocido por realizar retratos en blanco y negro. Entre ellos se encuentran los retratos de celebridades como la reina Rania de Jordania, Giorgio Armani, Brian Ferry y Nicole Kidman, entre otros, que han posado frente a su cámara.
Piter también ha colaborado con importantes agencias de bienes raíces como SIBARTH así como también con revistas de arquitectura y diseño.

### Videos subacuáticos
Jean Philippe Piter ha seducido durante años hermosas figuras delante de su lente. El fotógrafo es también conocido por sus videos subacuático, en donde trae al espectador bajo la superficie y en el mundo de fantasía de sus imágenes con videos detrás de las escenas capturadas bajo el agua durante sus sesiones de fotos.
- Artsy Editorial - "Hold Your Breath for Jean-Philippe Piter’s Underwater Fantasy"